# Sessinia ponilloni
Sessinia ponilloni es una especie de coleóptero de la familia Oedemeridae.

## Distribución geográfica
Habita en Benín.